# Бузаки
Буза̀ки (на италиански: Busachi; на сардински: Busache, Бузаке) е село и община в Южна Италия, провинция Ористано, автономен регион и остров Сардиния. Разположено е на 379 m надморска височина. Населението на общината е 1415 души (към 2010 г.).